# Inge Christine Schwerdtfeger
Inge Christine Schwerdtfeger (* 6. Juni 1945 in Göttingen) ist eine deutsche ehemalige Hochschullehrerin mit dem Arbeitsschwerpunkt Sprachlehrforschung.

## Leben
Von 1970 bis 1975 war sie wissenschaftliche Assistentin in Hamburg. Nach der Promotion an der Universität Hamburg am 1973 zum Dr. phil. war sie ebenda von 1976 bis 1978 wissenschaftliche Rätin und Professorin für Sprachlehr- und Sprachlernforschung - Englisch. Nach 1978 war sie Professorin für Sprachlehrforschung und Didaktik für Deutsch als Fremdsprache an der Universität Bochum.